# رفعت نظام
محمدقاسم نعیم‌آبادی ملقب به رفعت نظام (درگذشته ۱۲۹۰ خورشیدی) مبارز مشروطه و عضو حزب دموکرات کرمان.

## زندگی
نامش محمد قاسم و پدرش محمد حسن مشهور به خواجه نعیم بود. پدرش، او را به کرمان می‌فرستد تا در مکتب خانه‌های آنجا درس بخواند. در این ایام او با شیخ احمد روحی و میرزا آقاخان بردسیری هم درس می‌شود. پس از اتمام تحصیلات، بخاطر هوش سرشار و همچنین خط زیبا و خوشش حاکم کرمان او را به عنوان مستوفی (منشی) برمی‌گزیند، اما پس از دو ماه، دیگر فضای دارالحکومه کرمان را تاب نمی‌آورد و به سوی بم روان می‌شود، در بم مدتی منشی مرتضی قلی خان سعدالدوله (حاکم بم و سیستان) می‌شود و او دختر عموی خود را به عقد میرزا قاسم درمی‌آورد. در همین ایام به رسم آن روزگاران محمد قاسم لقب ((رفعت نظام)) را از دربار برای خود می‌خرد. پس از مدتی او منشی سردار مجلل (غلامحسین خان عامری) می‌شود، واین مصادف با زمانی بود که ندای آزادی‌خواهی و مشروطه طلبی از دروازه شهرها گذشته و به کرمان و بلوچستان رسیده بود.

## پیشینه مبارزه
پس از فتح تهران و شکست محمدعلی شاه دو حزب اعتدالیون و حزب اجتماعیون عامیون شکل گرفت که در اولی اکثر علما و شاهزادگان درباری و ایلخانان بختیاری عضویت داشتند و اکثر صاحب‌منصبان و حکام ایالت‌ها از آن‌ها انتخاب می‌گردید. از طرفی با گسترش و اقبال زیادی که در کرمان به حزب اجتماعیون عامیون با مشی دموکرات، بروز نمود بسیاری از طبقات محروم به آن پیوسته و بر ظلم و جور حکامی که از مرکز تعین شده بودند و اکثراً با همان روحیه قبل از انقلاب حکومت می‌کردند به مبارزه پرداختند.

## شروع و پایان مبارزه
مبارزه و حق طلبی رفعت نظام حتی پیش از پیروزی مشروطه با مقاومت در مقابل زورگویی‌های سردار مجلل آغاز گردید و به همین جهت و هم به جهت جلوگیری از هجوم بلوچ‌ها به نرماشیر شروع به جمع‌آوری نفرات و سلاح نمود.رفعت نظام به روستای ده رضا که از مخالفان اصلی سردار مجلل بودند رفت و درخواست کمک نمود و پس از دیدار با محمد حسن خان ملقب به خواجه نظام و سردار دینمحمد جهانشاه      که از بزرگان دهرضا بودند با او اعلام همبستگی کردند. سال ۱۲۸۶ هجری یعنی یک سال بعد از پیروزی مشروطه شهر بم را تسخیر کرد.
رفعت نظام را از تهران و کرمان احضار می‌کنند ولی مردم بم و نرماشیر در تلگرافخانه بست می‌نشینند که رفعت نظام نباید بم را ترک کند چراکه او ما را از حمله یاغیان و بلوچها در امان نگه می‌دارد. در تیر ۱۲۹۰ نصرت‌الله میرزا امیراعظم حاکم کرمان می‌شود. رفعت نظام و سایر مبارزین، قرآنی مهر می‌نمایند و هم قسم می‌شوند تا امیراعظم را از کرمان بیرون اندازند. لشکری تدارک می‌شود و به سوی کرمان روانه می‌گردد.
انگلیسی‌ها که با حضور رفعت نظام، اهداف استعماری خویش را در خطر می‌بینند، با تطمیع بعضی از خوانین به کمک امیراعظم آمده و باعث می‌شوند که قوای رفعت نظام که تا یک قدمی فتح کرمان گام برداشته بودند مجبور به عقب نشینی شوند و با عده ای از یاران به باغ بهادرالملک خان در بردسیر می‌روند، ولی میزبان و دیگر دنیا طلبان، این مرد آزاداندیش را به اندک بهایی می‌فروشند. او به همراه همرزمش میرزا حسین خان نظمیه دستگیر می‌شوند. لشکری که به فرماندهی سالار حشمت برای کمک به امیر اعظم، به کرمان گسیل داشته بودند از این خبر مطلع و سالار حشمت خود را به بردسیر می‌رساند و همو نیز دار اعدام آن‌ها را بر پا می‌کند.